# Istologia
L'istologia (dal greco ἱστός, histós, 'tela', e λόγος, lógos, 'discorso') è la branca della biologia che studia i tessuti vegetali e animali.
L'istologia viene applicata nella medicina, dove riveste un ruolo importante nell'anatomia patologica e nella descrizione dei fenomeni morbosi, essenziale anche per le analisi pre- e post-operatorie in ambito medico e chirurgico.

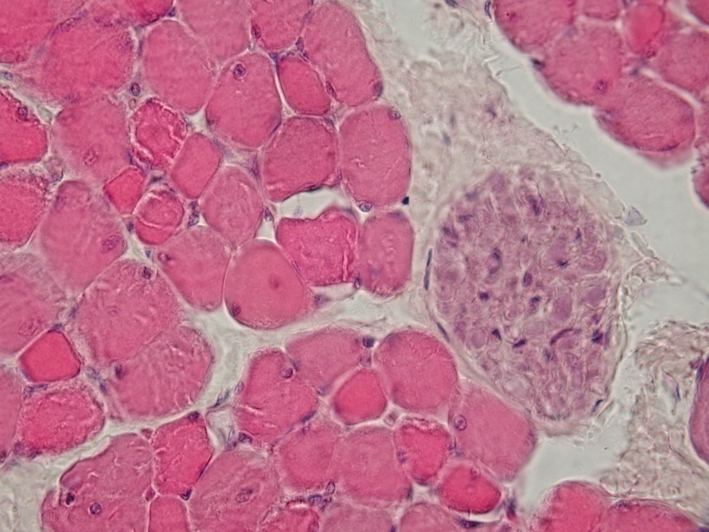
Una sezione di muscolo scheletrico; sono visibili dei fasci di nervi. Colorazione: ematossilina/eosina.

I tessuti sono tipi cellulari differenziati per forma e funzione che sono presenti solo negli animali e nelle piante.

## Storia
L'istologia ebbe un importante precursore nel barone Albrecht von Haller (1708 - 1777), grande figura di scienziato, letterato ed erudito del XVIII secolo. Questi fu il primo a suggerire una organizzazione strutturale microscopica dei corpi viventi, che egli riconduceva a delle invisibili "fibre". Le fibre di von Haller costituivano i componenti fondamentali degli organi, e venivano distinte in tre tipi fondamentali: le "fibre strutturali", che andavano a costituire i vasi sanguigni, le membrane che possono essere assimilate ai moderni connettivi, le "fibre irritabili", capaci di rispondere agli stimoli, corrispondenti al tessuto muscolare e infine le "fibre sensibili", corrispondenti al tessuto nervoso.

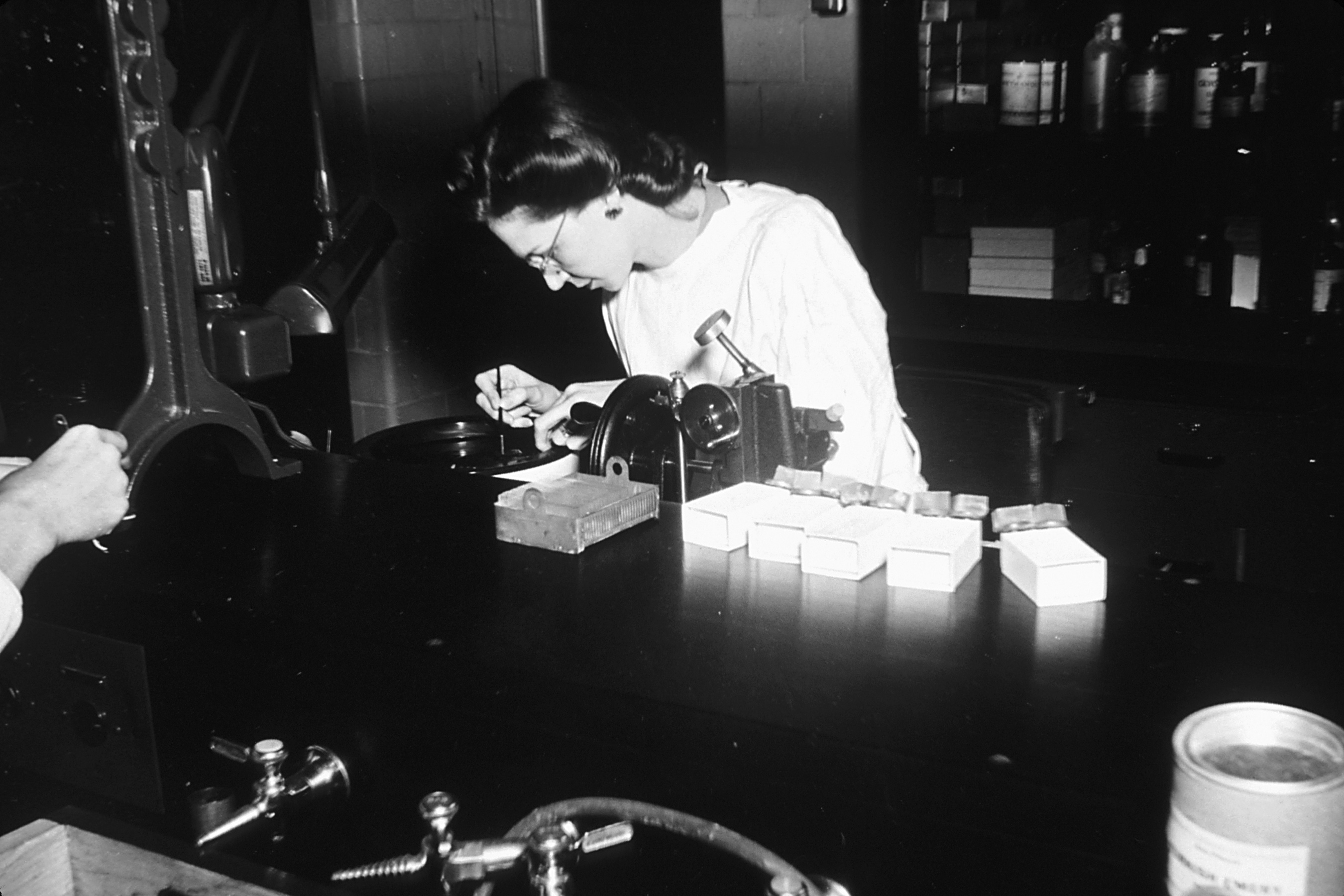
Istologia (1950)

L'istologia moderna, tuttavia, intesa come studio delle cellule che compongono i diversi tessuti, nacque solo nella metà del XIX secolo, come conseguenza della teoria cellulare formulata nella sua prima enunciazione nel 1838 da Matthias Jacob Schleiden e Theodor Schwann. Fu solo a partire da questa rivoluzionaria scoperta, che riconobbe nella cellula l'unità strutturale e funzionale fondamentale dei viventi che, anche grazie ai progressi effettuati nel campo della microscopia, si iniziò ad analizzare la struttura microscopica degli organi, e a studiare e classificare i diversi tipi cellulari che compongono i vari tessuti.
Nomi importanti dell'istologia di metà ottocento furono François Magendie e Charles Bell, che concentrarono i loro studi sul tessuto nervoso e giunsero indipendentemente a distinguere i nervi sensitivi dai nervi motori nel midollo spinale, e Albert von Kölliker, allievo del grande anatomista e fisiologo Jakob Henle, che studiò l'organizzazione del tessuto muscolare sia liscio che striato.
Jan Evangelista Purkyně diede importanti contributi all'istologia del tessuto nervoso, tanto che sono molte le strutture che portano il suo nome, e fu il primo a descrivere l'anatomia del neurone. Anche lo spagnolo Ramon y Cayal condusse importanti studi sul tessuto nervoso, e contribuì a formulare quella che sarebbe rimasta nota come "Teoria del neurone", con la quale si definivano molte delle peculiarità della cellula nervosa, il modello di trasmissione degli impulsi, e soprattutto l'unità strutturale e funzionale del neurone stesso. Cayal condivise il Premio Nobel per la medicina con Camillo Golgi, altra figura fondamentale dell'istologia, anch'egli studioso del sistema nervoso nonché scopritore della struttura cellulare che porta il suo nome.

## Classificazione istologica dei tessuti

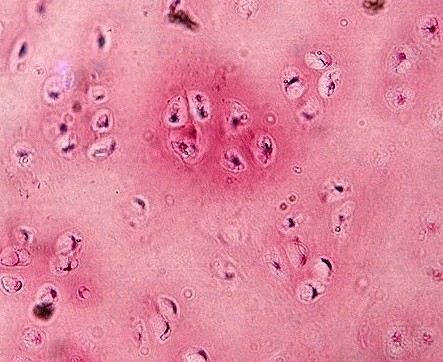
Una porzione di cartilagine ialina, un tipo di tessuto cartilagineo.

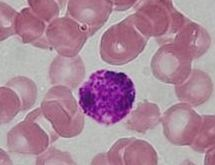
Uno striscio di sangue umano, colorato con un colorante basico, che mette in risalto il citoplasma fortemente acido di un granulocita.

I tessuti sono strutture costituite da cellule simili per morfologia e/o per funzione, deputati a svolgere uno o più determinati compiti all'interno dell'organismo. Secondo la classificazione corrente, esistono quattro tipi di tessuti fondamentali:
- Tessuto epiteliale, costituito da cellule strettamente adese, deputato al rivestimento delle cavità interne ed esterne del corpo e alla formazione delle ghiandole
- Tessuto connettivo, costituito da cellule immerse in una sostanza detta matrice extracellulare, e deputato a connettere strutturalmente e funzionalmente gli altri tessuti o gli organi. Si differenzia, a seconda delle specifiche morfologiche o funzionali, in vari sotto-tipi tissutali:
  - tessuto connettivo lasso
  - tessuto connettivo denso
  - tessuto cartilagineo
    - tessuto cartilagineo ialino
    - tessuto cartilagineo elastico
    - tessuto cartilagineo fibroso

  - tessuto osseo
    - tessuto osseo compatto
    - tessuto osseo spugnoso

  - tessuto adiposo
  - il sangue
- Tessuto muscolare, costituito da cellule dette miociti, deputato al movimento volontario o involontario degli organi del corpo
- Tessuto nervoso, costituito da cellule dette cellule nervose o neuroni, deputato alla ricezione e alla trasmissione degli stimoli sia interni che esterni.

Questi quattro tessuti fondamentali derivano dai tessuti o foglietti embrionali:
- l'ectoderma
- il mesoderma
- l'endoderma

## Tecniche istologiche
L'istologia, detta anche anatomia microscopica, studia la morfologia dei tessuti, e le cellule che li compongono, sia da un punto di vista morfologico che funzionale. Strumento essenziale per l'istologia è il microscopio ottico, che permette l'osservazione diretta dei tessuti che si vogliono studiare. Perché tale osservazione sia possibile, tuttavia, questi devono essere lavorati e trattati in vari modi: devono essere tagliati in strisce sottilissime, così da poter essere osservati in controluce, devono essere colorati in vari modi, così da poter essere più facilmente riconoscibili e distinguibili, e devono infine essere trattati in modo da prevenirne la decomposizione e permetterne la conservazione per analisi successive. Un tessuto che sia stato in questo modo trattato prende il nome di preparato istologico.

## Scienze correlate
L'istologia è una branca della biologia; il suo campo di studi è inoltre strettamente correlato a quello di altre branche biologiche e cliniche:
- l'anatomia patologica, che è una disciplina della medicina che sfrutta l'istologia a scopo diagnostico e se ne serve, a titolo di esempio, per determinare la stadiazione di neoplasie o gli eventi morfo-cellulari precancerosi.
- la citologia, è una disciplina della biologia che studia l'ultrastruttura cellulare
- l'anatomia, branca della biologia che studia gli organi
- la fisiologia, è una branca della biologia che studia i processi e i meccanismi di regolazione e di risposta degli organismi
- l'embriologia, infine è un'ulteriore branca biologica che studia i processi embrionali di formazione dei tessuti